# Feliciano Velho Oldemberg
Feliciano Velho Oldemberg (Oldenburg, 1688? - ?) foi um cristão-novo, comerciante e armador de origem alemã, que atuou em Portugal.

## Biografia
Filho de pai alemão e mãe portuguesa, foi agraciado com o hábito da Ordem de Cristo em 1717. Dois anos mais tarde (1719) era cavaleiro e membro da Mesa da Irmandade de São Bartolomeu, representando os comerciantes da praça de Lisboa.
Em 1741 era o principal arrendatário do contrato do tabaco, constituindo-se em um dos principais empresários do ramo e um dos maiores accionistas das grandes companhias comerciais monopolistas à época. Importava o tabaco que embarcava na capitania da Bahia, no Estado do Brasil e vendia-o em Portugal continental, nas suas ilhas atlânticas e em Mazagão, no norte de África.
Os seus navios também transportavam emigrantes entre os Açores e o Brasil, atividade que ganhou maior vulto quando o Conselho Ultramarino decidiu colonizar a região sul do Brasil, a partir de Santa Catarina.
Em 1753, juntamente com mais cinco sócios, foi autorizado a negociar com o Estado Português da Índia e com a China pelo prazo de dez anos. Para isso fundou a Companhia do Comércio da Ásia Portuguesa, uma das ambições de Pombal para reativar aquele comércio. Entretanto, em virtude do maremoto decorrente do grande terramoto de 1755 que destruiu os navios recém-adquiridos e as suas mercadorias no porto de Lisboa, a Companhia registrou vultosos prejuízos.
O envolvimento de seu filho, Martinho Velho Oldemberg, na produção de um libelo acusatório contra o Marquês (Junho de 1756) e o imperativo do reembolso dos empréstimos ao Estado, contraídos para enviar navios para a Ásia, conduziram, em 1760, à quebra da Companhia e à falência do empresário.